# EL CID
De EL CID-week is de algemene introductieweek voor nieuwe studenten aan de Universiteit Leiden en Hogeschool Leiden, in de Nederlandse provincie Zuid-Holland. De studenten maken vijf dagen lang vrijblijvend kennis met de stad, hun studie en het studentenleven. Dit gebeurt aan de hand van verschillende activiteiten die tijdens deze week georganiseerd worden in de stad Leiden, variërend van een studieblok tot het Leids Eerstejaars Festival (LEF). De EL CID-week vindt jaarlijks plaats in de derde week van augustus. Elk jaar doen er ruim 4000 aankomend studenten mee aan de week en zijn er ruim 1000 vrijwilligers betrokken bij de organisatie.  

## EL CID-week
Tijdens de EL CID-week worden de deelnemers verdeeld in groepjes van tien tot vijftien studenten. Elk groepje krijgt tijdens de week twee mentoren toegewezen. Dit zijn ouderejaarsstudenten aan de universiteit en hogeschool die zich hier vrijwillig voor opgeven, en worden getraind tot mentor tijdens de mentordagen. De groepjes worden tijdens de EL CID-week door hun mentoren begeleid door de activiteiten in de stad. Het weekprogramma wordt ieder jaar opnieuw opgesteld, echter komen enkele evenementen jaarlijks terug:
- Een grootse opening
- Een sportblok, waarin studenten kennismaken met de sporten die het Universitair Sportcentrum hen biedt
- Een studieblok, waarin studenten kennismaken met hun faculteit
- Het Leids Eerstejaars Festival.[1]

## Organisatie
De EL CID staat voor de Enige Leidse Commissie Introductie Dagen en bestaat al sinds 1969 in haar huidige vorm. Vanaf de start van de EL CID wordt de week georganiseerd voor studenten van Universiteit Leiden. Sinds 2014 is de EL CID-week ook open voor studenten van Hogeschool Leiden. Vanaf de editie in 2023 is de EL CID-week ook (deels) beschikbaar voor mbo-studenten.  
Voor deze tijd organiseerden de studentenverenigingen in Leiden hun eigen kennismaking. Na vraag hiervoor vanuit de studenten bij het College van Bestuur van de Universiteit Leiden is de EL CID in 1969 opgericht: een overkoepelende week, georganiseerd vanuit de universiteit. Sindsdien bestaat de organiserende commissie uit zes jaarlijks wisselende studenten van Universiteit Leiden en Hogeschool Leiden. 

### Vrijwilligers
Bij de EL CID-week zijn elk jaar ruim zeshonderd mentoren en bijna vierhonderd crewleden, allen huidig studenten, betrokken bij het mogelijk maken van de week. De mentoren maken de deelnemers wegwijs door de stad, de studie en het studentenleven, waar de crewleden de evenementen die tijdens de week georganiseerd worden neerzetten.
Gedurende het jaar heeft de EL CID drie ondersteunende commissies die hen bijstaan in het organiseren van activiteiten voor en het werven van deze vrijwilligers: de TrainerMentorTrainers (TMT), de Crew- en Activiteitencommissie (CreAcie, voorheen Inter EL CID), en de Media Commissie (MediaCie). 

## Vademecum
Naast het organiseren van de EL CID houdt de EL CID/Vademecumcommissie zich bezig met het Vademecum (Latijn: naslagwerk). Van oudsher is het een boek inclusief adreslijst met contacten binnen de universiteit, later werd het een (online) magazine. In deze jaarlijkse uitgave deelt de EL CID kennis voor nieuwe studenten in Leiden aan de nieuwe student.

## Thema's
| Jaar | Thema                                     |
| ---- | ----------------------------------------- |
| 2025 | Leiden op het spoor                       |
| 2024 | Countdown to Leiden                       |
| 2023 | Leiden Unlocked                           |
| 2022 | SHOWTIME!                                 |
| 2021 | Tune In                                   |
| 2020 | Struck by Leiden                          |
| 2019 | Gouden Koers                              |
| 2018 | Kraak de Code                             |
| 2017 | Your Next Level                           |
| 2016 | Hit the Road                              |
| 2015 | Loading...                                |
| 2014 | Fast Forward                              |
| 2013 | EL CID Kleurt jouw wereld                 |
| 2012 | The World is Yours, Just Like Leiden      |
| 2011 | Verleidelijk Leiden                       |
| 2010 | Leiden, Sleutel aan je Toekomst           |
| 2009 | Alle Wegen Leidenaar                      |
| 2008 | Livin' la vida Leiden                     |
| 2007 | Sesam Open U - Verover Leiden             |
| 2006 | Totally Leiden                            |
| 2005 | EigenLeids                                |
| 2004 | CaLeidoscoop                              |
| 2003 | Als een blok voor Leiden                  |
| 2002 | De Leidse Odyssee                         |
| 2001 | Renaissance!                              |
| 2000 | OpStap in Leiden                          |
| 1999 | Wijzer door Leiden                        |
| 1998 | Het ligt in Leiden                        |
| 1997 | Leidsche tijden, gouden tijden            |
| 1996 | Leiden is in zicht                        |
| 1995 | Leiden, heer en meester                   |
| 1994 | Het Paradijs In Leiden                    |
| 1992 | Laat je verLeiden                         |
| 1991 | Leiden, spring er eens in                 |
| 1989 | Proef Leiden                              |
| 1985 | Warming Up                                |
| 1981 | Leiden Centraal: Met De Trein Naar Leiden |
| 1980 | Debuut in Leiden                          |
| 1979 | Loods door Leidse Wateren                 |
| 1977 | Sleutel voor een goede start              |
| 1971 | Enige Leidse Commissie IntroDUCKtiedagen  |
| 1970 | Enige Leidse Commissie Introductiedagen   |
| 1969 | Eerste Leidse Commissie Introductiedagen  |